# Élections législatives françaises de 1876
Les tendances politiques du début de la IIIe République étant fluctuantes, les projections en sièges varient selon les sources (cf. résultats nationaux détaillés). Afin de préserver une stabilité et une cohérence dans les résultats présentés dans l'infobox, privilégiez la recherche d'un consensus dans la page de discussion avant de procéder à une modification des résultats.
Les élections législatives de 1876 ont lieu les 20 février et 5 mars 1876, en application de la loi organique du 30 novembre 1875 sur l'élection des députés. Les députés sont élus au scrutin uninominal majoritaire à deux tours par arrondissement et au suffrage universel masculin. Le scrutin est largement remporté par les républicains, renversant la majorité monarchiste issu des législatives de 1871 ayant suivi la proclamation de la IIIe République.

## Contexte
Après quatre ans de discussions, l'Assemblée nationale vote les lois constitutionnelles de la Troisième République
 et à partir de novembre 1875, commence à débattre de sa date de dissolution ainsi que les dates des différentes élections, sénateurs inamovibles, sénatoriales et enfin législatives. Le 30 novembre, la loi organique du 30 novembre 1875 sur l'élection des députés est adoptée. Le découpage électoral est ensuite mis en discussion du 20 au 24 décembre après un important débat sur le nombre de députés pour le département de la Seine, et surtout pour Paris. La ville est en effet largement républicaine et la majorité de droite veut diminuer son influence, elle ne donne donc que vingt députés, soit un par arrondissement, ne respectant ainsi pas la règle générale de rajouter un député si la population est de plus de 100 000 habitants. De même, Lyon n'est découpée qu'en cinq circonscriptions sans respect pour le nombre d'habitants.
Il est ensuite mis en discussion jusqu'au 31 décembre la loi concernant la liberté de la presse et l'état de siège dans les départements. Malgré les protestations des républicains, la loi est adoptée en laissant la possibilité au préfet d'interdire des journaux et quatre départements, les plus peuplés (la Seine, la Seine-et-Oise, le Rhône et les Bouches-du-Rhône), restent soumis à l'état de siège proclamé à la faveur de la guerre franco-prussienne de 1870-1871, restreignant donc la liberté de la presse et celle de réunion. Le dernier jour de l'année entraine aussi la confirmation de la date des élections législatives au 20 février 1876 en métropole tandis que les élections dans les quatre colonies auront lieu le septième dimanche après la promulgation de cette loi.

## Campagne électorale
La campagne débute presque immédiatement mais se confond avec celles des élections sénatoriales malgré son aspect indirect. Léon Gambetta devient alors la figure des républicains, faisant de nombreux discours. Les comités républicains le placent presque officiellement comme celui qui représente le camp républicain et le présentent dans 4 circonscriptions. Il présente alors une république libérale et un anticléricalisme modéré tout en se présentant comme un conservateur, car la république existe déjà. Le discours du 18 janvier à Aix marque une tentative de rallier les orléanistes à la république qui ne donne aucun résultat mais froisse les radicaux intransigeants qui restent sur son propre discours de Belleville. C'est à ce moment qu'il embrasse alors le terme d'« opportuniste ».
Les bonapartistes s'organisent rapidement et le « comité national conservateur » soutient 225 candidatures sur les 550 possibles. Ils se placent dans une opposition contre la monarchie mais aussi contre la République. La principale ligne politique est toujours la même depuis 1871, le retour du prince, la protection contre « l'anarchie » et le « monarchisme », pour l'ordre moral et l'« appel au peuple ».

## Résultats nationaux détaillés

### Résultats en voix
| Bloc                     | Tendances                | Tendances                                           | Voix      | %    |
| ------------------------ | ------------------------ | --------------------------------------------------- | --------- | ---- |
| Républicains 4 058 000   |                          | Républicains                                        | 3 967 000 | 53,5 |
| Républicains 4 058 000   |                          | Républicains constitutionnels à soutien républicain | 91 000    | 1,2  |
| Monarchistes 1 893 000   |                          | Centre droit et orléanistes de toutes tendances     | 1 010 000 | 13,6 |
| Monarchistes 1 893 000   |                          | Légitimistes et candidats cléricaux                 | 883 000   | 11,9 |
| Bonapartistes 1 325 000  |                          | Bonapartistes                                       | 1 325 000 | 17,8 |
| Bulletins blancs ou nuls | Bulletins blancs ou nuls | Bulletins blancs ou nuls                            | 137 000   | 1,8  |
| Total                    | Total                    | Total                                               | 7 413 000 | 100  |

### Résultats en sièges
| Bloc          | Tendances           | Tendances                                    | Sièges         | Sièges        | Sièges       |
| ------------- | ------------------- | -------------------------------------------- | -------------- | ------------- | ------------ |
|               |                     |                                              | Selon Grondeux | Selon Lévêque | Selon Salmon |
| Républicains  |                     | Extrême gauche                               | 291            | 100           | 27           |
| Républicains  |                     | Extrême gauche et Union républicaine         | 291            | 100           | 13           |
| Républicains  |                     | Union républicaine                           | 291            | 100           | 69           |
| Républicains  |                     | Gauche républicaine                          | 291            | 160           | 146          |
| Républicains  |                     | Gauche républicaine et Centre gauche         | -              | -             | 3            |
| Républicains  |                     | Centre gauche                                | 48             | 100           | 97           |
| Républicains  |                     | Républicains constitutionnels                | 22             | -             | 2            |
| Républicains  | Total républicains  | Total républicains                           | 361            | 360           | 357          |
| Conservateurs |                     | Constitutionnels                             | -              | -             | 11           |
| Conservateurs |                     | Centre droit orléaniste et « Conservateurs » | 54             | 50            | 30           |
| Conservateurs |                     | Bonapartistes                                | 75             | 90            | 88           |
| Conservateurs |                     | Légitimistes                                 | 24             | 20            | 45           |
| Conservateurs | Cléricaux           |                                              | 24             | 20            | 45           |
| Conservateurs | Total conservateurs | Total conservateurs                          | 153            | 160           | 174          |
| Divers        |                     | Non-inscrits, incertains et ambigus          | 19             | 13            | 2            |
| Total         | Total               | Total                                        | 533            | 533           | 533          |

|  |  |

### Résultats
- Si vous ne connaissez pas le sujet, laissez ce bandeau (vous pouvez alors contacter les auteurs).
- Si vous supprimez le contenu mis en cause (vous pouvez préalablement contacter les auteurs),

argumentez précisément cette suppression dans la page de discussion
(un manque de référence n'est pas un argument ; une recherche réelle de référence doit avoir été effectuée, être formellement documentée).
|                        | Extrême gauche                               | 365 329   | 4,88  | 75 873    | 5,40    | 31    | Nv            |  |  |  |
|                        | Union républicaine                           | 941 431   | 12,59 | 157 018   | 11,17   | 84    | 46            |  |  |  |
|                        | Gauche républicaine                          | 1 472 537 | 19,69 | 265 693   | 18,91   | 140   | 28            |  |  |  |
|                        | Centre gauche                                | 1 145 783 | 15,32 | 175 137   | 12,46   | 100   | 28            |  |  |  |
|                        | Autres républicains                          | 175 363   | 2,34  | 49 299    | 3,51    | 3     | 3             |  |  |  |
| Total républicains     | Total républicains                           |           | 54,82 |           | 51,45   | 358   | 136           |  |  |  |
|                        | Constitutionnels                             | 1 002 846 | 13,41 | 171 808   | 12,23   | 44    | Nv            |  |  |  |
|                        | Centre droit orléaniste et « Conservateurs » | 97 639    | 1,31  | 10 299    | 0,73    | 3     | 211           |  |  |  |
|                        | Bonapartistes                                | 1 387 361 | 18,55 | 322 950   | 22,98   | 96    | 76            |  |  |  |
|                        | Légitimistes                                 | 703 770   | 9,41  | 158 930   | 11,31   | 32    | 150           |  |  |  |
|                        | Autres conservateurs                         | 20 017    | 0,27  | 993       | 0,07    | 0     | en stagnation |  |  |  |
| Total conservateurs    | Total conservateurs                          |           | 42,83 |           | 47,32   | 175   |               |  |  |  |
|                        | Non-inscrits, incertains et ambigus          | 116 806   | 2,34  | 12 066    | 0,86    | 0     |               |  |  |  |
|                        |                                              |           |       |           |         |       |               |  |  |  |
| Suffrages exprimés     | Suffrages exprimés                           | 7 420 776 | 99,22 | 1 400 066 | 99,63   |       |               |  |  |  |
| Votes blancs et nuls   | Votes blancs et nuls                         | 58 384    | 0,78  | 5 186     | 0,37    |       |               |  |  |  |
| Total                  | Total                                        | 7 479 160 | 100   | 1 405 252 | 100     | 533   | 105           |  |  |  |
| Abstentions            | Abstentions                                  | 2 366 577 | 24,04 |           | 524 127 | 27,17 |               |  |  |  |
| Inscrits/Participation | Inscrits/Participation                       | 9 845 737 | 75,96 | 1 929 379 | 72,83   |       |               |  |  |  |

## Analyse

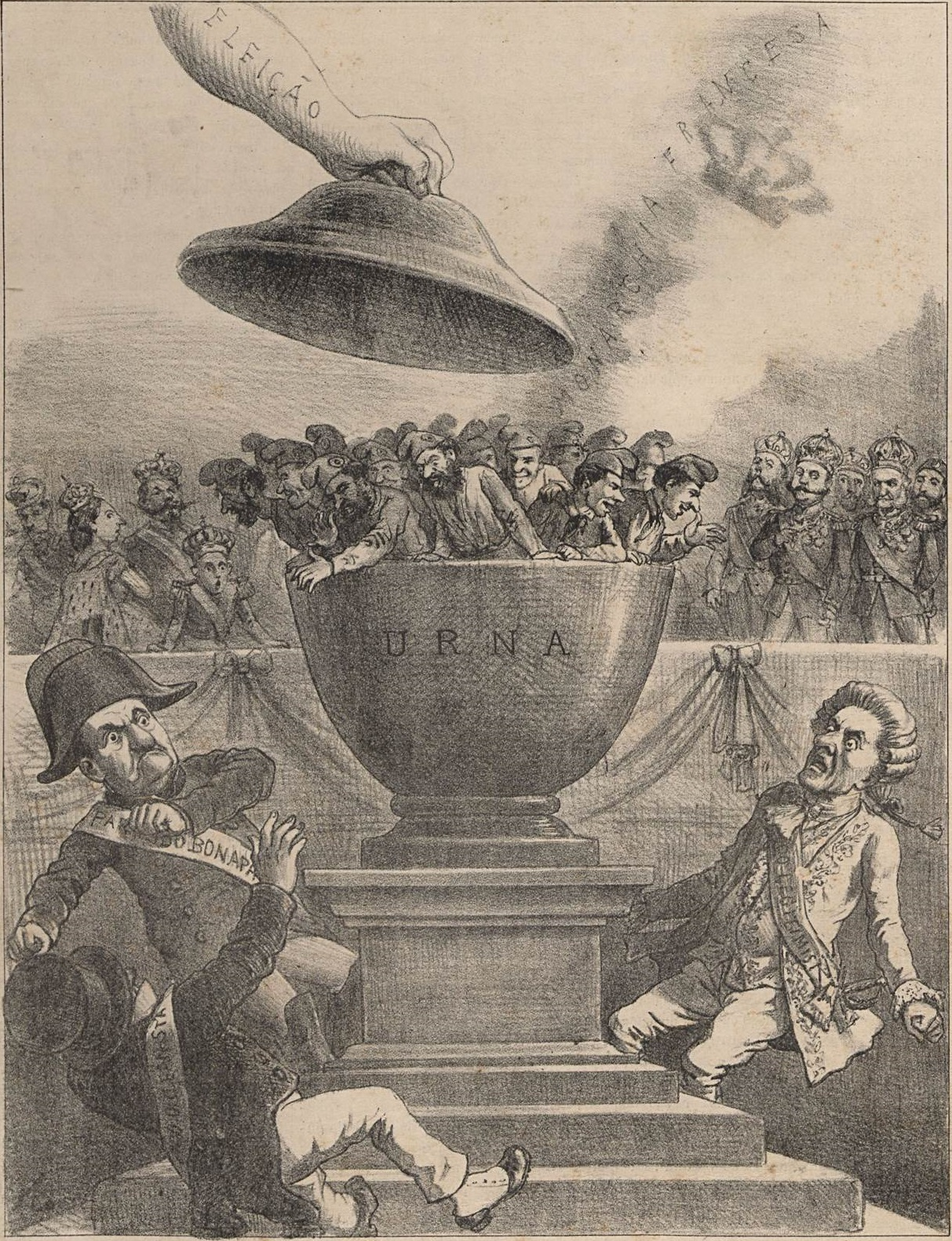
Dessin animé sur les résultats des élections françaises de 1876.

Le scrutin est marqué par la défaite de la majorité parlementaire monarchiste élue lors des élections de 1871. L'orléaniste Louis Buffet subit un échec personnel et abandonne la direction du gouvernement au républicain modéré Jules Dufaure. Commence alors une période de coexistence difficile entre le président monarchiste Patrice de Mac Mahon et la nouvelle majorité républicaine, qui débouche sur la crise du 16 mai 1877 et la dissolution de la chambre.

## Résultats par départements et circonscriptions
Sur les 25 circonscriptions de Paris, la majorité conservatrice n'en remporte qu'une : celle de 8e arrondissement, gagnée par Louis Decazes, fils d'Élie Decazes, homme politique important sous la Restauration. L'Aquitaine et la Corse se révèlent bonapartistes. Le sud-est, le centre et l'est de la France sont majoritairement républicains-radicaux. Les légitimistes conservent une forte influence dans les départements de l'ouest de la France.

## Crise du 16 mai
Le 16 mai 1877, le président de la République Patrice de Mac Mahon contraint à la démission le président du conseil, le républicain Jules Simon. Le successeur de ce dernier, l'orléaniste Albert de Broglie ne disposant pas d'une majorité à la Chambre des députés, son gouvernement essuie un vote de défiance par 363 voix contre 143. La chambre est dissoute le 25 juin 1877 par le président Patrice de Mac Mahon.

## Irelégislature
Durée de la législature : 8 mars 1876 - 25 juin 1877
Président de la République : Patrice de Mac Mahon.
Président de la Chambre des députés : Jules Grévy.
| Gouvernement | Gouvernement      | Gouvernement                       | Dates (Durée)                                  | Parti(s)                                        | Président du Conseil | Composition initiale            |
| ------------ | ----------------- | ---------------------------------- | ---------------------------------------------- | ----------------------------------------------- | -------------------- | ------------------------------- |
| 1            | Jules Dufaure     | Gouvernement Jules Dufaure (4)     | du 9 mars 1876 au 3 décembre 1876 (269 jours)  | Gauche républicaine, Centre gauche, Orléanistes | Jules Dufaure        | 9 ministres 1 secrétaire d'État |
| 2            | Jules Simon       | Gouvernement Jules Simon           | du 12 décembre 1876 au 16 mai 1877 (155 jours) | Gauche républicaine, Centre gauche, Orléanistes | Jules Simon          | 9 ministres 1 secrétaire d'État |
| 3            | Albert de Broglie | Gouvernement Albert de Broglie (3) | du 17 mai 1877 au 19 novembre 1877 (186 jours) | Orléanistes, Bonapartistes                      | Albert de Broglie    | 9 ministres 1 secrétaire d'État |